# Libanesische Regierung vom Juli 2005
Die libanesische Regierung vom Juli 2005 wurde am 19. Juli 2005 durch Fuad Siniora  gebildet. Alle wichtigen politischen Blöcke wurden eingeschlossen, mit Ausnahme des von der Freien Patriotischen Bewegung (Tayyar Al Mustaqbal) geführten Blockes unter der Leitung von General Michel Aoun.
Am 11. November 2006 haben die fünf der Hisbollah und der ihr nahestehenden Amal angehörende Minister ihren Rücktritt eingereicht. Der Schritt war erfolgt, nachdem Gespräche über eine Regierung der nationalen Einheit auch daran gescheitert waren, dass Hisbollah für sich acht Kabinettsmitglieder verlangte, was ihr automatisch die Möglichkeit gebracht hätte, Kabinettsentscheidungen mit einem Veto und das Kabinett als Ganzes zu Fall zu bringen. Ein weiterer pro-syrischer Minister trat am 13. November 2006 zurück.
Am 21. November fiel der Industrieminister Pierre Gemayel junior einem Attentat zum Opfer.

## Mitglieder
| Portfolio | Minister                            | Politische Ausrichtung [1]            |
| --- | ----------------------------------- | ------------------------------------- |
| Maronitische Christen |                                     |                                       |
| Dschihad Azour | Finanzen                            | Zukunftsbewegung (pro-Hariri [2])     |
| Charles Rizk | Justiz                              | pro-Lahoud [3]                        |
| Nayla Moawad | Soziales                            | Qurnat-Schahwan-Sammlung [4]          |
| Pierre Gemayel junior († 21. November 2006, Attentat) | Industrie                           | Kata’ib [4]                           |
| Joseph Sarkis | Tourismus                           | Forces Libanaises [5]                 |
| Griechisch-Orthodoxe Christen |                                     |                                       |
| Tarek Mitri | Kultur                              | Zukunftsbewegung (pro-Hariri)         |
| Yakoub Sarraf (Rücktritt am 13. November 2006) | Umwelt                              | pro-Lahoud                            |
| Elias Murr | Verteidigung                        | pro-Lahoud                            |
| Elias Murr | Stellvertretender Ministerpräsident | pro-Lahoud                            |
| Griechisch-Katholische |                                     |                                       |
| Michel Pharaon | Staatsminister                      | Zukunftsbewegung (pro-Hariri)         |
| Nehme Tohmé | Flüchtlinge                         | Progressive Sozialistische Partei [6] |
| Armenisch-Orthodoxe Christen |                                     |                                       |
| Jean Oghassapian | Administrative Reformen             | Zukunftsbewegung (pro-Hariri)         |
| Sami Haddad | Wirtschaft und Handel               | Zukunftsbewegung (pro-Hariri)         |
| Sunniten |                                     |                                       |
| Fouad Siniora | Ministerpräsident                   | Zukunftsbewegung (pro-Hariri)         |
| Hassan Sabeh [9] | Inneres                             | Zukunftsbewegung (pro-Hariri)         |
| Ahmad Fatfat | Jugend und Sport                    | Zukunftsbewegung (pro-Hariri)         |
| Khaled Kabbani | Bildung                             | Zukunftsbewegung (pro-Hariri)         |
| Mohammad Safadi | Transport und öffentliche Gebäude   | Zukunftsbewegung (pro-Hariri)         |
| Schiiten |                                     |                                       |
| Fawzi Salloukh (Rücktritt am 11. November 2006) | Äußere Angelegenheiten              | Unabhängig (Hisbollah-zugeneigt)      |
| Mohammed Fneisch (Rücktritt am 11. November 2006) | Energie und Wasser                  | Hisbollah [7]                         |
| Trad Hamadé (Rücktritt am 11. November 2006) | Arbeit                              | Hisbollah                             |
| Mohammad Jawad Khalifé (Rücktritt am 11. November 2006) | Gesundheit                          | Amal-Bewegung [8]                     |
| Talal Sahili (Rücktritt am 11. November 2006) | Landwirtschaft                      | Amal-Bewegung                         |
| Drusen |                                     |                                       |
| Marwan Hamadeh | Telekommunikation                   | Progressive Sozialistische Partei     |
| Ghazi Aridi | Information                         | Progressive Sozialistische Partei     |
| Anmerkungen: - [1] Politische Ausrichtung: Die Minister sind oder sind nicht formal Mitglieder von Parteien und Bewegungen, sind ihnen aber generell in irgendeiner Weise verbunden. - [2] Die Zukunftsbewegung, geführt von Saad Hariri ist Teil eines größeren Bündnisses, der Rafiq-Hariri-Märtyrer-Liste, das auch die Qurnat-Schahwan-Sammlung, die Progressive Sozialistische Partei und die Forces Libanaises einschließt. - [3] Anhänger von Präsident Émile Lahoud. - [4] Die Qurnat-Schahwan-Sammlung ist ein Bündnis der Kata’ib, geführt durch den früheren Präsidenten Amine Gemayel, der National-Liberalen Partei, geführt von Dory Chamoun, und einer Reihe von anderen christlich geführten Parteien. Die Qurnat-Schahwan-Sammlung bezeichnet Kardinal Nasrallah Boutros Sfeir, den maronitischen Patriarchen von Antiochien, als ihren Führer. - [5] Forces Libanaises, eine Bewegung geführt von Samir Geagea, der vor seiner Entlassung am 26. Juli 2005 fast ein Jahrzehnt inhaftiert war. - [6] Progressive Sozialistische Partei – geführt von Walid Dschumblat. - [7] Hisbollah, fundamentalistisch-schiitische Partei, geführt von Hassan Nasrallah. - [8] Amal-Bewegung, geführt durch den Sprecher der Nationalversammlung, Nabih Berri. - [9] Hassan Sabeh war nach Ausschreitungen in Beirut am 6. Februar 2006 zurückgetreten und wurde in der Folgezeit durch Ahmad Fatfat amtierend vertreten, kehrte jedoch am 24. November 2006 in sein Amt zurück. |                                     |                                       |

## Regierungskrise im November 2006
Nachdem die Verhandlungen über ein Vetorecht für Hisbollah gescheitert waren, haben fünf schiitische Minister (zwei der Hisbollah, zwei der Amal-Bewegung angehörend, sowie einer der Hisbollah nahestehend) ihren Rücktritt erklärt. Denselben Schritt unternahm zwei Tage später der griechisch-orthodoxe Umweltminister. Ministerpräsident Siniora hat den Rücktritt der Minister allerdings nicht angenommen. Der libanesische Präsident Émile Lahoud bezeichnete weitere Kabinettssitzungen als „verfassungswidrig und nutzlos“ und sagte, die Regierung habe ihre Legitimität verloren. Der frühere Präsident Amine Gemayel entgegnete, dass eine Kabinettsentscheidungen zum Gesetzentwurf über die Bildung eines internationalen Tribunals im Zusammenhang mit dem Attentat auf den Fahrzeugkonvoi von Rafiq al-Hariri am 14. Februar 2005 auch ohne die zurückgetretenen Minister „gültig wäre und zu einhundert Prozent verfassungsgerecht“. Die Regierung von Ministerpräsident Siniora ist handlungsfähig, da sie im Parlament über eine ausreichende Mehrheit verfügt.
Verschiedene libanesische Politiker haben die Rücktritte als Versuch interpretiert, das internationale Tribunal zu torpedieren. Das Parlamentsmitglied Wael Bou Faour kritisierte den Schritt und stellt fest, dass „wir jetzt wissen, wer die libanesische Souveränität unterstützt und wer nicht und wer [Syriens Präsident] Baschar al-Assad schützen will.“ Das Oberhaupt der Maroniten, Patriarch Nasrallah Boutros Sfeir, bezeichnete das Verhalten der Hisbollah-Minister als „Zurückweisung“ der internationalen Unterstützung für den Libanon.
Am Montag, dem 13. November 2006 hat das libanesische Kabinett trotzdem mit den an der Sitzung teilnehmenden Ministern einstimmig die Entscheidung zugunsten des UN-Tribunals gefällt.
Das Kabinett stimmte damit dem Entwurf der Statuten eines internationalen Tribunals zur Verurteilung der des Attentates auf dem früheren Ministerpräsidenten Rafik al-Hariri und weiterer Morde an antisyrischen Politikern und Journalisten Beschuldigten zu. Von der Bewegung des 14. Märzes wurde der Hisbollah vorgeworfen, mit dem Rückzug der Minister das Tribunal verhindern zu wollen. Samir Geagea, der Führer der Forces Libanaises warnte in einem Interview mit Reuters am 17. November 2006 vor Anschlägen auf Kabinettsmitglieder, um die Regierung zu stürzen.

## Attentat auf Pierre Gemayel junior
Am 21. November 2006 haben Bewaffnete den Industrieminister Pierre Gemayel junior bei einem Attentat getötet. Damit sind sieben Kabinettsmitglieder ausgefallen. Die Stärke des Kabinetts erreichte nun nur noch knapp das Quorum.
Der im Februar 2006 wegen des Karikaturenstreits und der damit verbundenen Unruhen in Beirut zurückgetretene Innenminister Hassan Sabeh, der zwischenzeitlich vom Minister für Sport und Jugend Ahmad Fatfat vertreten worden war, hat nach der Ermordung des Industrieminister Pierre Gemayel junior seinen Rücktritt widerrufen und ist am 24. November 2006 ins Kabinett zurückgekehrt.  Die libanesische Regierung wird laut Verfassung automatisch aufgelöst, wenn ein Drittel der Minister resigniert oder aus anderen Gründen ausfällt.